# 善き人のためのソナタ
『善き人のためのソナタ』（よきひとのためのソナタ、独題: Das Leben der Anderen「他人の生活」）は、2006年のドイツ映画。
監督はフロリアン・ヘンケル・フォン・ドナースマルク、出演はウルリッヒ・ミューエ、マルティナ・ゲデック、セバスチャン・コッホなど。
東ドイツのシュタージのエージェントを主人公にしたドラマで、当時の東ドイツが置かれていた監視社会の実像を克明に描いている。第79回アカデミー賞外国語映画賞を受賞した。

## ストーリー
1984年の東ベルリン。国家保安省（シュタージ）の局員ヴィースラー大尉は国家に忠誠を誓っていた。ある日彼は、反体制の疑いのある劇作家ドライマンとその同棲相手の舞台女優クリスタを監視するよう命じられる。さっそくドライマンのアパートには盗聴器が仕掛けられ、ヴィースラーは徹底した監視を開始する。しかし、聴こえてくる彼らの世界にヴィースラーは次第に共鳴していく。そして、ドライマンが弾いたピアノソナタを耳にした時、ヴィースラーの心は激しく揺さぶられる。

## キャスト
※（）は日本語吹き替え
- ゲルト・ヴィースラー大尉: ウルリッヒ・ミューエ（石塚運昇） - シュタージのベテラン尋問官。
- クリスタ＝マリア・ジーラント: マルティナ・ゲデック（萩尾みどり） - 人気女優。
- ゲオルク・ドライマン: セバスチャン・コッホ（萩原流行） - 劇作家。クリスタの同棲中の恋人。
- アントン・グルビッツ中佐: ウルリッヒ・トゥクル（北川勝博） - ゲルトの旧友で上司。俗物。
- ブルーノ・ハムプフ大臣: トーマス・ティーメ（麦人） - クリスタに執心。ゲオルクの監視を命令。
- パウル・ハウザー: ハンス＝ウーヴェ・バウアー（ドイツ語版）（大橋吾郎） - ゲオルクの演劇仲間。反体制派の活動家。
- アルベルト・イェルスカ: フォルクマー・クライネルト（ドイツ語版）（小形満） - 活動を禁止された著名な舞台演出家。
- カール・ヴァルナー: マティアス・ブレンナー（ドイツ語版）（遠藤純一） - ゲオルクの演劇仲間。
- アクセル・スティグラー少尉: ヒンネルク・シェーネマン - ホーネッカー議長に関するジョークを言った青年。後に左遷。

## 作品の評価

### 映画批評家によるレビュー
Rotten Tomatoesによれば、162件の評論のうち高評価は92%にあたる149件で、平均点は10点満点中8.3点、批評家の一致した見解は「それまでの昔ながらのスパイ映画とは異なり、『善き人のためのソナタ』は「外套と短剣」（スパイもの）の追跡劇のために登場人物を犠牲にせず、その演技（特に故ウルリッヒ・ミューエの演技）は心に残る。」となっている。
Metacriticによれば、39件の評論のうち、高評価は38件、賛否混在は1件、低評価はなく、平均点は100点満点中89点となっている。

### 受賞歴
- アカデミー賞：外国語映画賞
- ニューヨーク映画批評家協会賞：外国語映画賞
- ロサンゼルス映画批評家協会賞：外国語映画賞
- ヨーロッパ映画賞：作品賞、脚本賞、男優賞
- ドイツ映画賞：作品賞、監督賞、脚本賞、主演男優賞、助演男優賞、美術賞、撮影賞
- バイエルン映画賞：監督賞、脚本賞、男優賞
- ミュンヘン映画祭：ベルンハルト・ヴィッキ映画賞
- ロカルノ国際映画祭：観客賞
- インディペンデント・スピリット賞：外国語映画賞
- 英国インディペンデント映画賞：外国語映画賞
- 英国アカデミー賞：外国語映画賞
- セザール賞：外国語映画賞